# Новиков, Николай Иванович
Никола́й Ива́нович Новико́в (27 апреля [8 мая] 1744, имение Тихвинское, Московская губерния — 31 июля [12 августа] 1818, там же) — русский просветитель, журналист, издатель, критик и общественный деятель, собиратель древностей, одна из крупнейших фигур эпохи Просвещения в России.
Николай Новиков был организатором издания многотомной Древней российской вивлиофики, включающей редкие памятники из истории Древней Руси, а также стал известен как инициатор составления крупнейшего русского рукописного собрания алхимической литературы, известного как Герметическая библиотека.

## Юность
Род Новико́вых известен с начала XVI века. Фамилия Новико́в произошла от слова нови́к — так в Московской Руси называли молодых дворян, недавно начавших служить при дворе. Николай Новиков родился 27 апреля (8 мая) 1744 года в родовом имении Тихвинское, близ села (ныне — город) Бронницы Московской губернии. Отец — Иван Васильевич Новиков (1699—1763) — из дворян Петровской выучки, сын полковника, во флоте дослужился до капитан-полковника, вышел в отставку при Анне Иоановне, затем 10 лет был воеводой в Алатыре, где женился на Анне Ивановне Павловой. В детстве Николай учился у деревенского дьячка, затем, в возрасте 11—16 лет, в Московской университетской дворянской гимназии при Московском университете (1755—1760), откуда был исключён «за леность и нехождение в классы».
В начале 1762 года поступил на службу в лейб-гвардии Измайловский полк (куда был записан ещё ребёнком) и как часовой у подъёмного моста измайловских казарм в день переворота Екатерины II был произведён в унтер-офицеры. Уже во время службы в полку Новиков обнаруживал «вкус к словесным наукам» и склонность к книжному делу: издал две переводные французские повести и сонет (1768). В 1766 году осуществил первый издательский опыт: напечатал в Академической типографии «Реестр российским книгам, продаваемым в Большой Морской, в Кнутсоновом доме».
В 1767 году Новиков был в числе молодых людей, которым было поручено ведение протоколов в комиссии депутатов для сочинения проекта «Нового Уложения». Императрица считала это поручение делом высокой важности и предписала «к держанию протокола определить особливых дворян со способностями». Новиков работал в малой Комиссии о среднем роде людей и в Большой комиссии. Участие в работах комиссии ознакомило Новикова со многими важными вопросами, выдвинутыми русской жизнью, и с условиями русской действительности, стала важным этапом в формировании его просветительских взглядов. При докладах о работах комиссии Новиков стал лично известен Екатерине. 1 января 1768 года именным указом был выпущен из гвардии в армию поручиком с назначением в Муромский пехотный полк Севской дивизии, однако продолжал служить при Комиссии.

## Начало журналистской деятельности

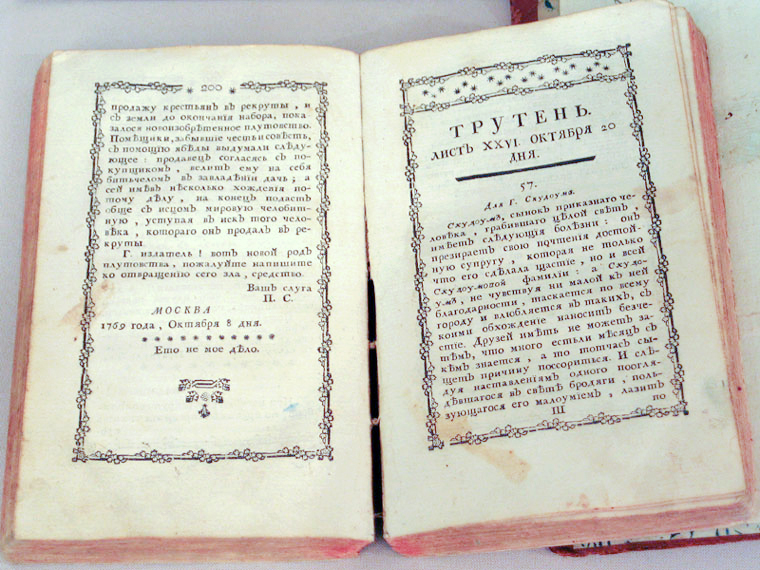
Журнал «Трутень»

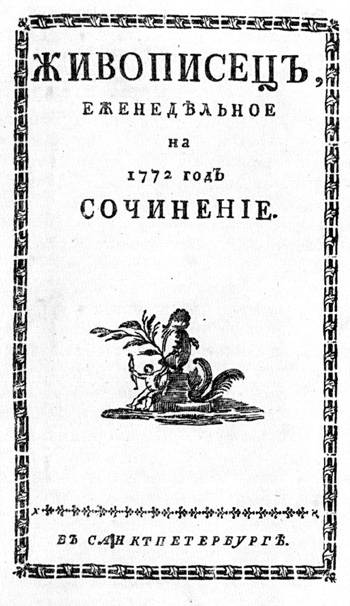
Журнал «Живописец»

В 1769 году после завершения работы Комиссии Новиков вышел в отставку и стал издавать еженедельный сатирический журнал «Трутень». Этот журнал (1769—1770) проводил мысль о несправедливости крепостного права, протестовал против злоупотреблений помещичьей властью, бичевал неправосудие, взяточничество и т. п., выступая с обличениями против очень влиятельных сфер, например, против придворных. По вопросу о содержании сатиры «Трутень» вступил в полемику со «Всякой Всячиной», органом самой императрицы Екатерины II. В полемике принимали участие и другие журналы, разделившиеся на два лагеря. «Всякая Всячина» проповедовала умеренность, снисходительность к слабостям, «улыбательную сатиру», осуждая «всякое задевание особ». «Трутень» стоял за смелые, открытые обличения. Борьба, однако, была неравная: «Трутень» сначала должен был умерить тон, совершенно отказаться от обсуждения крестьянского вопроса, а затем Новиков, получив намёк о возможном закрытии журнала, в апреле 1770 года перестает его издавать. Попытка продолжить сатирическую линию в новом журнале «Пустомеля» (июнь — июль 1770) прервались на втором номере.
В 1772 году Новиков выступил с новым сатирическим журналом — «Живописец», лучшим периодическим изданием XVIII века. «Живописец» проводил те же идеи, что и «Трутень»: в ряде статей, из которых одни принадлежали И. П. Тургеневу, другие приписывались А. Н. Радищеву, он сильно и горячо ратовал против крепостного права. В 1775 году Новиков издал книгу «Живописец», в которой собрал лучшие статьи из одноимённого журнала и «Трутня» в переработанном виде.

## Издание памятников истории

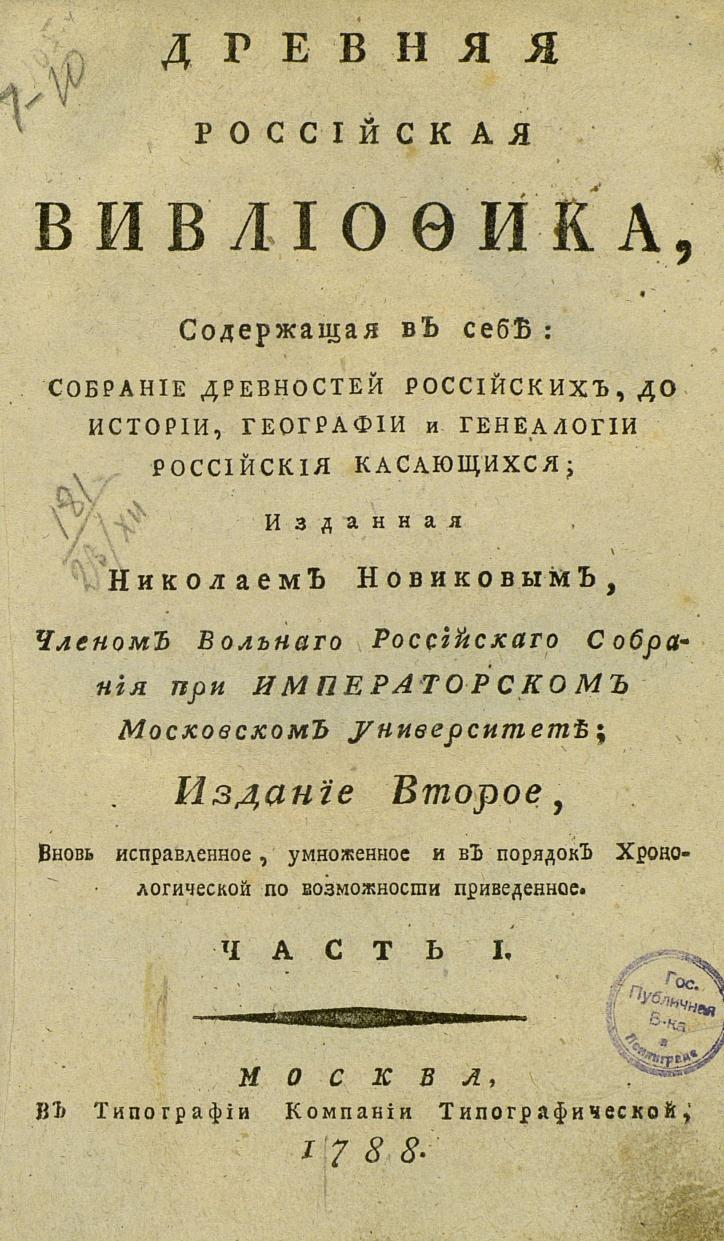
Обложка второго издания «Древней Российской Вивлиофики…»

Одной из важнейших задач Новиков считал борьбу против преклонения дворянства перед иностранщиной, за национальные основы русской культуры. Одновременно с сатирическими журналами он выпустил ряд исторических изданий. Среди них книга «Опыт исторического словаря о российских писателях» (1772), а также «Древняя Российская Вивлиофика…» — издававшиеся ежемесячно памятники русской истории (1773—1776), «Древняя Российская Идрография» (т. I, 1773 — описание московского государства, составленное при Фёдоре Алексеевиче), и другие издания исторических материалов. Он первым издал «Скифскую историю» А. И. Лызлова.
Новиков сознавал необходимость в издании исторических памятников палеографической точности, свода разноречий, составления алфавитных указателей и т. п., иногда прилагал эти приёмы при пользовании несколькими списками (например, в «Идрографии»). Материал для своих изданий памятников старины Новиков черпал из древлехранилищ частных, церковных, а также государственных, доступ к которым был разрешён ему императрицей в 1773 году. Новиков сам составил себе собрание рукописей исторического содержания. Много материалов доставляли ему Миллер, князь Щербатов, Бантыш-Каменский и другие, также Екатерина II, поддержавшая издание «Вивлиофики» щедрыми субсидиями.
В 1787 году «Бархатная книга» была издана Н. И. Новиковым под названием «Родословная книга князей и дворян российских и выезжих», которая является ценным документом для генеалогических исследований.
«В XVIII веке на русском языке было издано девять тысяч наименований книг, из них Новиков напечатал тысячу, причем ни одной он не издавал только из коммерческих соображений, — отмечал исследователь биографии просветителя С. Л. Рубинчик. — Киреевский говорил, что Новиков научил русских читать, привил у нас страсть к чтению».

## В масонстве
Первые связи Новикова с масонством начались в Петербурге. Друзья ещё в 1775 году зазывали его в масонство, но он долго колебался, не желая связывать себя клятвой, предмет которой ему был неизвестен. Масоны хотели видеть Новикова в своих рядах и поэтому, вопреки своим правилам, сообщили ему содержание первых трёх степеней до вступления его в ложу. Однако в 1775 году в ложу «Астрея», елагинской системы, он был принят сразу в третью, мастерскую степень. В это время собрания масонские происходили уже публично, не возбуждая подозрений. О характере тогдашнего масонства мы знаем из отзывов Новикова. Он говорит, что ложи занимались изучением этики и стремились к самопознанию, сообразно с каждой степенью; но это его не удовлетворяло, хотя он и занимал высшую степень. Новиков и некоторые другие масоны искали другую систему, более глубокую, что и привело к соединению, против воли Елагина, большинства елагинских лож с рейхелевскими. Случилось это в 1776 году, после переговоров между членами елагинских и рейхелевских масонских систем. Ложи объединились в единую систему, и стали называть себя «Соединённые». От 3 сентября 1776 года они признали себя подчиненными Великой ложе Берлина «Минерва».
В 1778 году московская ложа князя Η. Η. Трубецкого присоединилась к Шведской системе; к ней примкнул и Николай Иванович Новиков. Ложа, членом которой он являлся, в 1779 году закрылась, а сам он переехал в Москву. Этим закончилось господство елагинской системы.
Новый этап в развитии русского масонства связан с Москвой, куда сместился центр деятельности русского масонства, и с именем Николая Ивановича Новикова, развернувшего в ней по переезде из Санкт-Петербурга широкую масонскую деятельность.
В то время в истории московского масонства играют главную роль две ярких личности — сам Новиков и Иоганн Шварц. Они оба, особенно Шварц, способствовали тому, что масонство получило определённую структуризацию; они же широко развили просветительскую сторону масонства. Шварц содействовал Новикову во всех его предприятиях, давал советы, указывал книги для перевода, работал в университете и гимназии, задумал общество для распространения в России просвещения, которое и возникло официально в 1781 году под названием «Дружеского ученого общества». В Москве, кроме ложи князя Η. Η. Трубецкого, существовала также ложа Татищева, «Трёх знамён». В 1780 году была открыта, по настоянию Новикова, тайная сиентифическая ложа «Гармония» из 9 членов — братьев внутреннего ордена, жаждавших истинного масонства и не сочувствовавших партийности. В 1781 году, по предложению Шварца, руководители существовавших лож, не изменяя их организации, соединились в «Гармонии». Тогда же решено было отправить Шварца за границу для устройства масонских дел, так как Швеция вызывала общее недовольство. Результат поездки был следующий: русское масонство признано было независимым от Швеции и получило организацию «теоретического градуса», по которому братья могли получать новые познания, а также обещание содействия для устройства из России самостоятельной «провинции» и приглашение на Вильгельмсбадский конвент в июле 1782 года. Все это было санкционировано великим мастером шотландских лож в Германии, герцогом Фердинандом Брауншвейгским. Система осталась старая, нелюбимая Новиковым Строгое соблюдение. Шварц был объявлен кем-то вроде диктатора, в качестве единственного верховного предстоятеля теоретической степени соломоновых наук в России, с правом передачи этой степени другим в том числе и Новикову, но со строгим отбором. Кроме того, Шварц, сдружившийся с Вёльнером, привез от него «Познания розенкрейцерства» и право основать из избранных орден «Злато-розового креста».
16 июля 1782 года собрался Вильгельмсбадский конвент, под председательством герцога Фердинанда Брауншвейгского. На конвенте присутствовали представители масонских лож Франции, верхней и нижней Германии, Австрии и Италии; Россия также имела представительство. На конвенте Россия, «во внимание к её обширному пространству и к большому числу лож, ревностно в ней работавших», была признана за восьмую провинцию ордена. По решению конвента, русское масонство организовалось следующим образом:
- В капитуле: провинциальный великий мастер — вакансия (по всей вероятности, оставлена для великого князя Павла Петровича);
- Приор — П. А. Татищев;
- Декан — князь Ю. Н. Трубецкой;
- Генеральный визитатор — князь Н. Н. Трубецкой;
- Казначей — Н. И. Новиков;
- Канцлер — И. Шварц;
- Генеральный прокуратор — князь А. А. Черкасский.

В директории для исправления текущих дел: президент — Н. И. Новиков; члены — В. В. Чулков, И. П. Тургенев, Я. Шнейдер, Ф. П. Ключарёв и Г. П. Крупенников.
Две ложи были признаны высшими материнскими ложами. Мастерами в степени теоретического градуса Соломоновых наук были в ложе «Коронованного знамени» — П. А. Татищев, в ложе «Латоны» — князь Н. Н. Трубецкой. Петербургские ложи в общение с Москвой не вступали и заметно падали. В 1782 году составился орден «Злато-розового креста», под начальством Шварца; членами ордена были: Н. И. Новиков, князья Трубецкие, Кутузов, Александр Михайлович, Лопухин, Тургенев, Чулков, Херасков. Началась серьёзная масонская работа, как в общих ложах, так и в ордене «Злато-розового креста». Здесь были пока низшие степени; члены занимались «познанием Бога через познание натуры и себя самого по стопам христианского нравоучения». В 1783 году в степень ложи-матери была возведена ложа «Озириса», с князем Н. Н. Трубецким во главе; место его в «Латоне» занял Н. И. Новиков. Вскоре появилась четвёртая ложа-мать — «Сфинкс», которая порвала сношения со Швецией и присоединилась к Новикову и Шварцу. Всех объединившихся лож насчитывалось в Москве до 20. Тогда же начались переговоры с Петербургом через Ржевского, результатом которых явилось учреждение в Петербурге ложи-матери; но к объединению это не привело, а дело ограничилось только формой.
В 1783 году по именным прошениям братьев состоялся приём их в состав главного розенкрейцерского братства и вместе с тем порвались — по примеру берлинской ложи «Трех глобусов», где главой был Вёльнер, — связи с герцогом Брауншвейгским; братья перестали интересоваться обрядовой стороной и занялись теоретическими вопросами. 1783 год является годом расцвета собственно масонской и общественной работы московского франкмасонства; в этом году возникли при Дружеском обществе типографии: две гласные и одна «тайная», для целей собственно розенкрейцерства.
В 1784 году скончался «живой пример и вождь на пути нравственного усовершенствования» — Шварц. Со смертью последнего не стало руководителя розенкрейцеров. Теден, товарищ Вёльнера, посоветовал учредить вместо одного руководителя директорию из Татищева, Новикова и Трубецкого, а затем избрать двух надзирателей, одного для русских, другого для иностранцев. В 1784 году директория была учреждена и были выбраны два надзирателя: Лопухин и, по совету Тедена, бывший член «Трёх глобусов», подозрительная личность, приехавший ещё раньше в Россию барон Шрёдер. Позже Вёльнер назначил барона Шрёдера на место Шварца. Уже с 1783 года главы франкмасонов мало занимались общим масонством и всецело предались розенкрейцерству. Теперь через Шрёдера они получили иероглифические знаки, аллегорическую азбуку, по которой упражнялись в отыскивании таинств высших степеней, формы присяги, нелепой «мистической таблицы» и т. д. К этому времени относится распространение розенкрейцерства и в провинции — в Орле, Вологде, Симбирске, Могилеве.
В 1784 году из «Дружеского общества» выделилась «Типографическая компания», исключительно для печатания книг, из 14 членов, в том числе 12 франкмасонов. Вдохновителем этой компании был Н. И. Новиков. Дружеское общество и Типографическая компания выпустили множество книг, частью общего содержания, частью специально масонских. В том же году, по требованию комиссии народных училищ в Петербурге, были уничтожены некоторые учебники и запрещено печатание «Истории ордена иезуитов». В 1785 году к франкмасонству присоединились Карамзин и некоторые другие замечательные личности. Но развитию франкмасонства грозила сильная опасность. Императрица Екатерина II, относившаяся к нему подозрительно в последнее время, предписала произвести обыск в книжной лавке Н. И. Новикова и поручила митрополиту Платону испытать Новикова в Законе Божием и осмотреть изданные им книги. Новикова митрополит признал верным правилам церкви, но четыреста шестьдесят одно сочинение было опечатано.
В 1786 году было почти отнято от франкмасонов школьное и больничное дело; из четырёхсот шестидесяти одного подозрительного сочинения шесть специализированно масонских — «Апология, или защищение В. К.» (вольных каменщиков) — были уничтожены, а шестнадцать запрещено перепечатывать и продавать; франкмасонам было сделано строгое внушение относительно издания книг. Книги франкмасонов были признаны, вопреки мнению митрополита Платона, более вредными, чем книги французских энциклопедистов в общем, и Энциклопедия Дидро и Д’Аламбера в частности. Н. И. Новиков продолжал, однако, издавать книги франкмасонов. Между тем, король прусский Фридрих-Вильгельм II, ревностный масон и враг России, сделал Вёльнера своим советником; следовательно, русские франкмасоны оказались подчиненными советнику враждебной державы.
В 1787 году уехал навсегда за границу барон Шрёдер; по делам ордена поехал туда и Кутузов Александр Михайлович. В этом же году особенно ярко проявилась филантропическая деятельность франкмасонов, помогавших голодавшему вследствие неурожая народу. К 1787 году относится начало попыток сближения между франкмасонами московскими и великим князем Павлом Петровичем. В том же году было запрещено печатать духовные книги иначе, как в духовных типографиях, что связывало руки компанейской типографии. Розенкрейцеры, предавшись работам четвёртой, высшей степени «Теоретического градуса», мало заботились о поддержании лож общемасонских, вследствие чего к 1789 году закрылись две ложи-матери, татищевская и гагаринская, а также собрания лож иоанновских трёх степеней и некоторые ложи в провинциях. Таким образом франкмасонство все больше концентрировалось в розенкрейцерстве. С приездом в Москву главнокомандующего, князя Прозоровского, деятельность франкмасонов стала окончательно подавляться, а сами они состояли под строгим надзором.
В 1791 году Типографическая компания была уничтожена.
В 1792 году были опечатаны книги, из которых двадцать продавались вопреки запрещению, а восемнадцать были изданы вовсе без разрешения; в то же время был арестован Н. И. Новиков. Заточение его в Шлиссельбурге продолжалось до 1796 года. Причина тяжкого наказания, постигшего Новикова, до сих пор неясна; её видят в сношениях его с великим князем Павлом Петровичем. Это тем вероятнее, что приговор относительно остальных франкмасонов, называемых иначе мартинистами, был довольно снисходителен: князь Трубецкой и Тургенев были высланы в дальние их деревни, с запрещением выезда; Лопухину разрешено было остаться в Москве. Прочие розенкрейцеры были только «потревожены». Проживавшим за границей за счёт франкмасонов студентам Невзорову и Колокольникову грозила ссылка в Сибирь, но по болезни они попали в больницу, где Колокольников умер, а Невзоров был помещён в дом умалишённых. Книготорговцы, имевшие у себя в продаже запрещенные книги, были помилованы. Франкмасоны на время замолкли. В целом, императрицей были предприняты обыкновенные для всякой власти действия по ликвидации идеологической конкуренции и уменьшению общественной опоры на традиционные ценности и усиление его революционности (по её выражению: «разврата»). Вместе с тем, она неоднократно высказывалась относительно того, что по её мнению франкмасонами и мартинистами декларировался «ложный пафос» и «нарочитая духовность». Причём, в первую очередь, это относилось именно к Новикову, что очевидно и определило меру его наказания.
В царствование Императора Павла I франкмасоны отчасти оправились от удара, нанесённого им императрицей Екатериной II, что впрочем не свидетельствует о симпатиях к ним императора, но было проделано демонстративно, в пику правлению его матери. Павел приказал освободить Н. И. Новикова из заточения, снял надзор с Лопухина, разрешил свободное проживание повсюду Татищеву и Трубецкому, велел освободить Невзорова и послать его к Лопухину в Москву, наградил многих масонов, ненадолго приблизил к себе Новикова и Лопухина, но возобновить орден вольных каменщиков не разрешил.

## Журналы, издававшиеся Новиковым
- Сатирические журналы[16]:
  - Трутень (1769—1770) — о злоупотреблениях помещиков, о неправосудиях и взяточничестве;
  - Пустомеля (июнь и июль 1770);
  - Живописец (1772—1773) — обличения врагов просвещения, критика правительственной администрации и судебной власти, насмешки над дворянскими нравами;
  - Кошелёк (1774) — уважение к русской старине и осуждение галломании[17].
- «Санкт-Петербургские учёные ведомости» (1777) — первый русский журнал с критико-библиографическим содержанием. В 1777 году Новиков выпустил 22 номера «Санкт-Петербургских учёных ведомостей»[Комм 2], выходивших еженедельно и относившихся ещё к первому периоду его деятельности. Это был журнал учёной и литературной критики, ставивший целью, с одной стороны, сблизить русскую литературу и науку с учёным миром Запада, с другой — показать заслуги отечественных писателей, особенно историков.
- «Утренний свет» (1777—1780) — первый в России философский журнал. Нравоучительный элемент в «Учёных ведомостях» был ещё слаб, но он стал господствующим в «Утреннем свете». Этот ежемесячный журнал Новиков стал издавать, прекратив «Ведомости», с сентября 1777 года сначала в Петербурге, а с апреля 1779 года — в Москве. В нём были опубликованы «Ночи» («Нощи»[Комм 3]) Юнга, «Мнения» Паскаля, но главным образом переводы из немецких писателей, моралистов, пиетистов и мистиков. «Утренний свет» издавался при содействии целого кружка единомышленников, в числе которых были М. Н. Муравьёв и И. П. Тургенев, и притом с целями благотворительными: весь доход от издания предназначался на устройство и содержание в Петербурге первых народных училищ. В этом сказались уже две основные черты позднейшей деятельности Новикова: умение организовать общественную самодеятельность и стремление работать на пользу просвещения. Обращение к подписчикам журнала, с приглашением содействовать образованию училищ, вызвало обильный приток пожертвований.
- «Модное ежемесячное издание, или Библиотека для дамского туалета» (1779) — первый отечественный женский журнал. Первый номер «Модного ежемесячного издания» вышел в январе в Петербурге, с пятого номера, после переезда Н. И. Новикова журнал стал выходить в Москве. Журнал издавался год, был закрыт издателем вследствие его занятости и отсутствия читателей (так, в одном из номеров издания был опубликован список подписчиков, в котором было всего 58 фамилий)[19][19]. Журнал был литературным, включал прозаические и поэтические произведения. Слово «модный» в его названии, по мнению исследователей истории прессы[20][21], использовалось с целью привлечения внимания женской аудитории и актуализации на его современной для данного периода типологической концепции журнала — это была первая попытка создания периодического издания для женщин.

## Училища, основанные Новиковым в Петербурге
В ноябре 1777 Новиковым было открыто Училище (впоследствии названное Екатерининским) при церкви Владимирской иконы Божией Матери, на 30 или 40 человек, с пансионерами и приходящими учениками, платными и даровыми. В следующем году было открыто второе училище (Александровское, при церкви Благовещения на Васильевском острове). Оба эти училища существовали ещё в 1782 году. Дальнейшая судьба основанных Новиковым училищ неизвестна.

## Москва

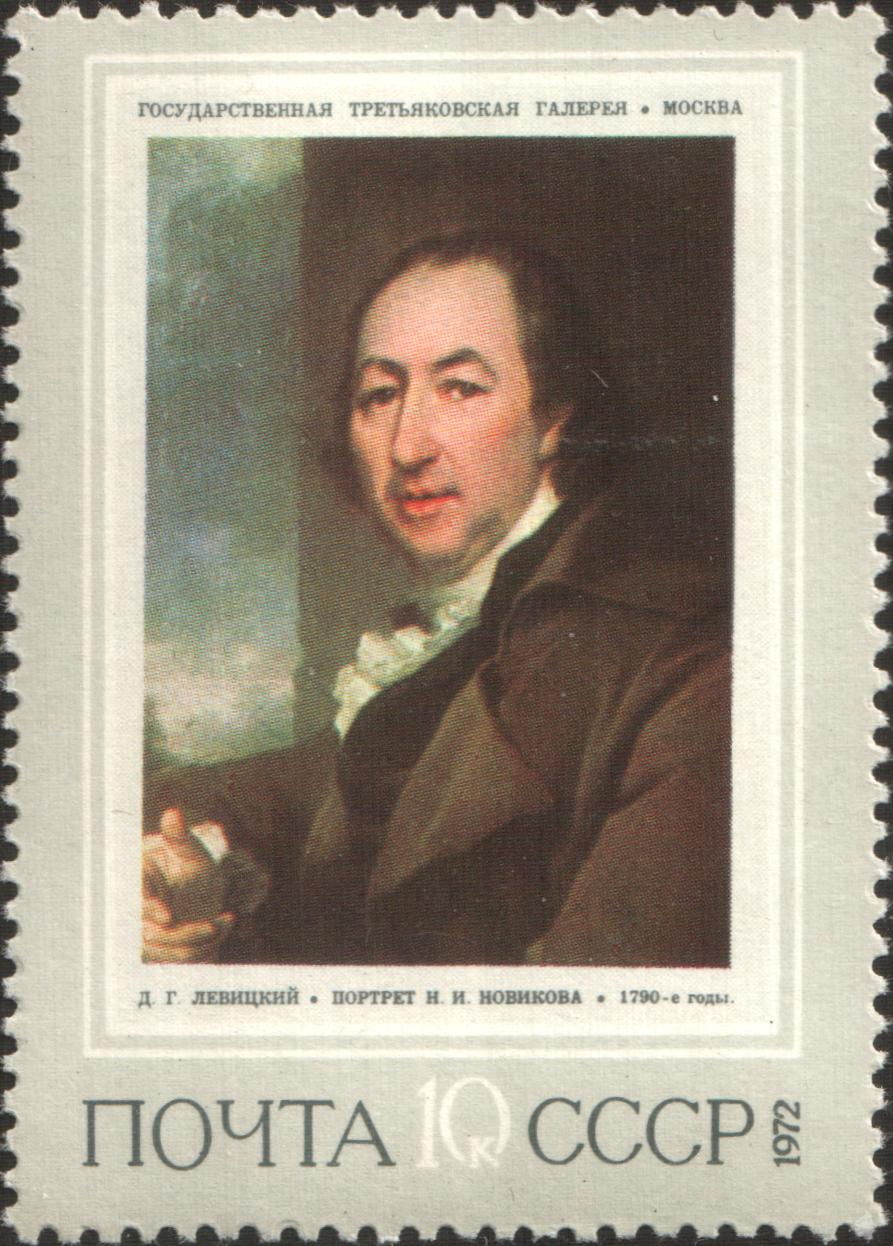
Почтовая марка СССР, 1972 год

В 1779 году Херасков, который был куратором Московского университета и также масоном, предложил Новикову взять в аренду университетскую типографию и издание «Московских ведомостей». Новиков переехал в Москву, и здесь начинается третий и наиболее блестящий период его деятельности. Быстро приведя в порядок и значительно расширив университетскую типографию, Новиков менее чем в три года напечатал в ней больше книг, чем за 24 года её существования до поступления в руки Новикова. В том числе — первое Полное собрание сочинений А. П. Сумарокова (в 10 томах), «Русские сказки» Левшина (в 10 томах) и др.
Наряду с издательством книг, Новиков поднял и значение «Московских ведомостей», к которым стал прилагать прибавления разнообразного содержания; число подписчиков увеличилось всемеро (с 600 до 4000). В 1781 году Новиков издавал продолжение «Утреннего света», под названием «Московского ежемесячного издания». Затем следовали периодическое издание «Городская и деревенская библиотека» (1782—1786), в 1782 году — «Вечерняя Заря», в 1784—1785 годах — «Покоящийся трудолюбец», в котором Новиков возобновил свою борьбу с крепостным правом, первый русский детский журнал «Детское чтение для сердца и разума» (1785—1789), научный журнал «Магазин натуральной истории, физики и химии» (1788—1790). Своей издательской деятельностью он хотел создать достаточно обильный и легко доступный запас полезного и занимательного чтения для обширного круга читателей, вовсе не ограничиваясь пропагандой своих воззрений.
Для удешевления книг Новиков вступил в отношения со всеми существовавшими тогда книжными лавками, заводил комиссионеров, отпускал книгопродавцам на льготных условиях товар в кредит, иногда десятками тысяч экземпляров, устраивал книжную торговлю не только в провинциальных городах, но и в деревнях. В Москве, где до тех пор существовали только две книжных лавки, с оборотом в 10 000 рублей, при Новикове и под его влиянием их количество возросло до двадцати. Они продавали ежегодно двести тысяч книг; в частности, М. И. Глазуновым был создан издательский дом, просуществовавший вплоть до Октябрьской революции 1917 года. Также Новиков учредил в Москве первую библиотеку для чтения.
В обществе, где даже звание писателя считалось постыдным, надо было иметь немалую долю решимости, чтобы стать типографщиком и книжным торговцем и видеть в этих занятиях своё патриотическое призвание. Люди, близкие в то время к Новикову, утверждали, что он не распространил, а создал у нас любовь к наукам и охоту к чтению. Сквозь вызванную им усиленную работу переводчиков, сочинителей, типографий, книжных лавок, книг, журналов и возбужденные ими толки стало, по замечанию В. О. Ключевского, пробиваться то, с чем ещё не был знакомо русское просвещенное общество: общественное мнение.
В 1781 году Новиков женился на племяннице князя Трубецкого — Александре Егоровне Римской-Корсаковой (умерла 12 апреля 1791 г).
В 1782 основал Дружеское ученое общество из сторонников идей Просвещения, которое в 1784 году учредило книгоиздательство Типографическая компания (князья Юрий и Николай Трубецкие, Иван и Пётр Лопухины, В. В. Чулков, И. Тургенев, А. Кутузов, А. Ладыженский, Г. Шредер, А. И. Новиков).

## Преследования
В 1784 комиссия народных училищ предъявила Новикову претензии по поводу переиздания изданных комиссией учебников. Новиков осуществил переиздание по распоряжению московского главнокомандующего Чернышёва и не для прибыли, а для того, чтобы в продаже было достаточно дешёвых учебников. Но Чернышёв к тому времени уже умер, и Новикову пришлось выплатить комиссии гонорар.
В 1785 году было повелено составить опись всех изданий Новикова и передать их на рассмотрение московского архиепископа Платона, который должен был также испытать в вере самого Новикова. В своём донесении Платон разделил издания Новикова на три разряда: одни он считал крайне полезными при бедности нашей литературы; других, мистических, он, по его словам, не понимал; третьи, составленные французскими энциклопедистами, он считал зловредными. О вере Новикова Платон писал: «Молю всещедрого Бога, чтобы во всём мире были христиане таковые, как Новиков». Из 460 изданий лишь 23 были признаны «могущими служить к разным вольным мудрованиям». Шесть из них как масонские были запечатаны, а 17 запретили продавать.

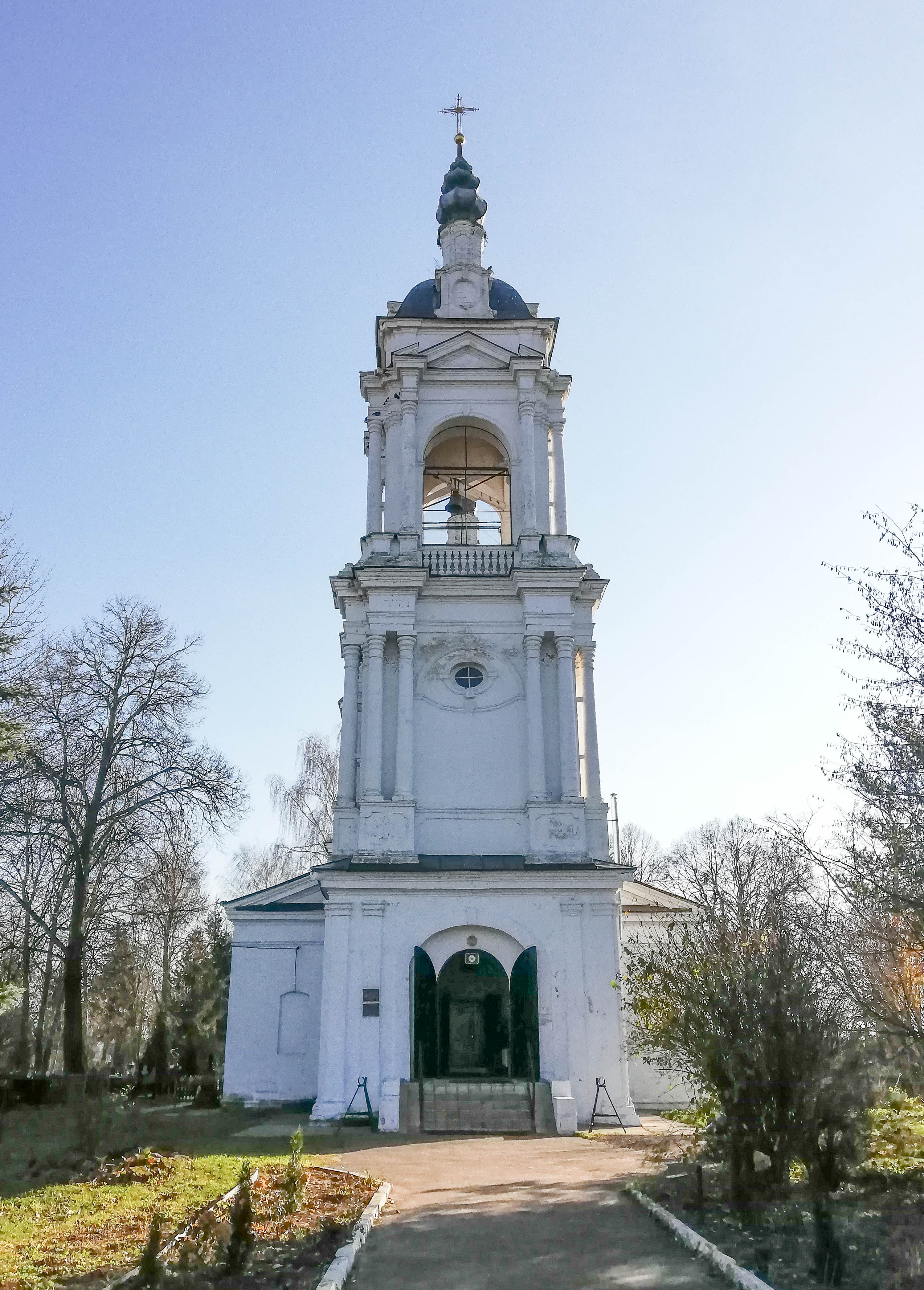
Храм в Авдотьине, у которого похоронен Н. И. Новиков

В 1787 году во время неурожая и возникшего вследствие этого массового голода Новиков начал оказывать помощь крестьянам своего имения Авдотьино, а затем и соседним деревням. Израсходовав на это свыше 50 000 рублей (при поддержке Г. М. Походяшина), он спас от голодной смерти мужиков из 100 селений.
Императрица Екатерина подписала указ «о запрещении в продажу всех книг, до святости касающихся». Было изъято из лавок и сожжено свыше 330 изданий, большая часть из которых вышла в типографиях Новикова. В общей сложности было сожжено свыше 18 000 книг. По приказу императрицы от 17.10.1788 года Новикову было отказано в продление аренды Университетской типографии. Тяжело заболев, в июне 1789 года он удалился из Москвы в Авдотьино. В 1791 году Типографическая компания официально самоликвидировалась, передав всё имущество и долги персонально Новикову.
В 1790 году в Москву был назначен главнокомандующим князь Прозоровский, человек невежественный, подозрительный, жестокий, выдвигавшийся угодничеством. Он посылал на Новикова доносы, вызвавшие отправление в Москву графа Безбородко для производства негласного дознания; но Безбородко не нашёл никаких поводов к преследованию Новикова.
13 апреля 1792 года Прозоровскому был послан указ расследовать, не печатает ли Новиков, в нарушение закона, книг церковной печати. 22 апреля в спальню Новикова ворвались гусары и произвели обыск, невзирая на болезнь хозяина. Императрица Екатерина повелела искать книги, письма, всё, что может показаться подозрительным, но придраться юридически было не к чему. Гусары перевернули дом вверх дном и ничего не нашли. Новикова вытащили из постели, посадили в кресло и перенесли в карету. Во время этой сцены дети Новикова забились в припадке, у них открылась падучая.
Услышав об аресте Новикова, князь Разумовский возмутился: «Больного старикашку взяли под караул, а расхвастались, как будто город захватили». Николаю Ивановичу предстояли допросы в Москве и пытки в Петербурге.
Ещё до окончания следствия императрица указом от 10 мая 1792 года повелела тайно перевезти Новикова в Шлиссельбургскую крепость, где его допрашивал начальник Тайной экспедиции Степан Шешковский.
Однако следствие смогло предъявить обвинения, основанные лишь на подозрениях, которые были столь неубедительными, что суд устраивать было просто неприлично. Наконец, 1 августа 1792 года императрица подписала указ о заключении Новикова без суда в Шлиссельбургскую крепость на 15 лет. Новиков обвинялся в «гнусном расколе», в корыстных обманах, в деятельности масонской (что не было запрещено ни до, ни после), в сношениях с герцогом Брауншвейгским и другими иностранцами (сношения эти касались исключительно масонства и никакого политического значения не имели). Указ Екатерины гласил: «…хотя Новиков и не открыл сокровенных своих замыслов, но непризнанные им преступления столь важны, что Мы повелели запереть его в Шлиссельбургскую крепость».
Все эти обвинения указ относит не только к Новикову, а ко всем его соучастникам—масонам, однако осуждён был один Новиков, хотя он не являлся главой московских масонов. Князь Прозоровский был поражён решением императрицы: «Я не понимаю конца сего дела, — писал он Шешковскому, — как ближайшие сообщники, если он преступник, то и они преступники».
Ещё Карамзин, выразивший сочувствие к судьбе Новикова в своей «Оде к Милости», искал причины осуждения Новикова не в официально предъявленных ему обвинениях, а в факте раздачи Новиковым хлеба голодающим, которая казалась подозрительной из-за неясного происхождения затраченных на это средств. Новиков пострадал за свою слишком, по тогдашним понятиям, самостоятельную общественную деятельность. Четыре с половиной года он провёл в крепости, терпя крайнюю нужду в самом необходимом, даже в лекарствах, хотя заключение его самоотверженно разделял доктор Багрянский. В тюрьме ему отвели камеру № 9, в которой ранее содержался бывший император Иван Антонович.
Из 15 лет Новиков просидел только четыре года — императрица умерла, а новый император Павел Первый в первый же день своего царствования приказал освободить Новикова за отсутствием вины. Однако Новиков был заключён в крепость ещё в полном развитии его сил и энергии, а вышел оттуда «дряхл, стар, согбен».
В период заключения в Шлиссельбурге, всё его имущество было продано с аукциона, в том числе и имение Авдотьино. Хотя Новиков и смог добиться возвращения усадьбы, из-за безденежья ему пришлось заложить имение. На вырученные деньги Николай Иванович планировал отремонтировать усадебные постройки, но оказалось, что будет дешевле всё отстроить заново.
Новиков построил для крестьян четырёхквартирные кирпичные дома, которые называл «домами связи». Такое название было дано, потому что Новиков считал, что цивилизация разрушила былую естественную связь между людьми. Люди разъединились, отгородились друг от друга. Эту стену между людьми и должны были сломать «дома связи». Это, фактически, была первая коммуна в России.
Также Николай Иванович мечтал возродить связь человека с природой. Он занимался садоводством, разбил в имении фруктовый сад, много времени проводил в парке. Друзья присылали ему семена различных культур (цветов, клевера), черенки вишен, груш, яблонь.
Был вынужден отказаться от всякой общественной деятельности и вплоть до своей смерти 31 июля (12 августа 1818) прожил почти безвыездно в Авдотьине, заботясь лишь о нуждах своих крестьян и их просвещении.
Новиков буквально выбивался из сил, чтобы поправить свои дела. Но дети были плохими помощниками, так как они страдали эпилепсией, начавшейся в день его ареста. В декабре Новикова каждый год охватывала паника — нужно было где-то доставать средства для очередного взноса по закладной, ведь если этого не сделать, то всё имущество могло пойти «с молотка». В 1817 году Новикову пришлось особенно трудно, он едва смог в последний момент собрать деньги. Сразу после этого у него случился инсульт, он потерял память и вскоре умер.
После его смерти Николай Михайлович Карамзин подал императору Александру I прошение, в котором писал: «Новиков, не уличённый ни в каком государственном преступлении, был жертвою подозрения, извинительного, но несправедливого. Бедность и несчастье его детей подает случай государю милосердному вознаградить в них усопшего страдальца». Однако император не внял просьбе, и заложенное имение Новикова было продано с публичного торга за долги.
Несмотря на это, в Авдотьине сохранилась благодарная память о Николае Ивановиче.
По мнению литературоведа профессора П. А. Орлова, несмотря на печальный исход, издательская деятельность Новикова представляет собой одну из самых ярких страниц в истории русского просвещения, так как благодаря ему «огромная по тому времени масса людей приобщилась к чтению, получила доступ к художественной и научной литературе».

## Память

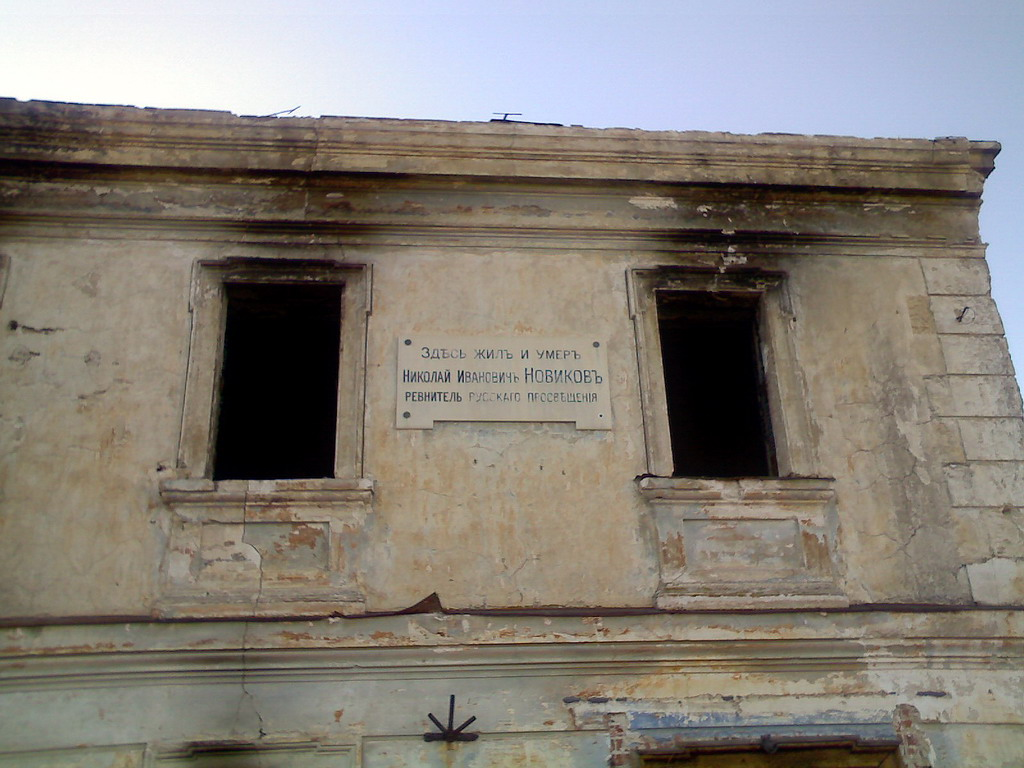
Мемориальная доска на доме Н. И. Новикова в Авдотьине (нынешнее состояние)

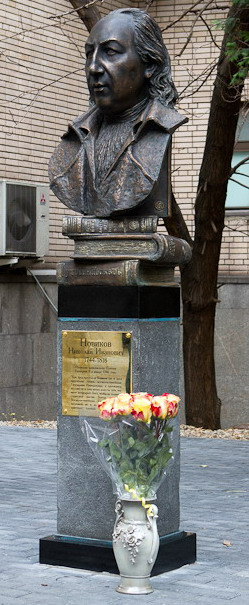
Коржев И. Бюст Новикову Н. И. бронза, 2012

- Ещё до революции 1917 года в бывшем имении Авдотьино на здании сохранившегося на тот момент флигеля усадьбы была установлена мемориальная доска, которую ещё можно видеть и сейчас, надпись на которой гласит: «Здҍсь жилъ и умеръ Николай Ивановичъ Новиковъ ревнитель русскаго просвещенія»[Комм 3][27]. Однако в настоящий момент состояние флигеля близко к полному разрушению, особенно после случившегося осенью 2006 года пожара. (см. фото[27]). В 2008 году доска была демонтирована членами «Общества некрополистов» с разрешения министра культуры Московской области и передана на хранение в Музей города Бронницы[28].
- Именем Николая Ивановича Новикова названа первая масонская ложа, учреждённая 30 августа 1991 года в Москве под эгидой Великой ложи Франции — ложа «Николай Новиков» № 1330[29]. В конце августа 2011 года ложа «Николай Новиков» отметила своё 20-летие[12].
- В Москве с 15 по 17 октября 2012 года состоялась международная научная конференция «Россия и гнозис: Судьбы религиозно-философских исканий Николая Новикова и его круга», которая проходила в здании ВГБИЛ им. М. И. Рудомино[30].
- 17 октября 2012 года в атриуме Всероссийской государственной библиотеки иностранной литературы имени М. И. Рудомино (ВГБИЛ) состоялось торжественное открытие бюста Н. И. Новикова работы скульптора, заслуженного художника России Ивана Коржева. Бюст был передан в дар библиотеке фондами «Собрание» и «Дельфис» к 90-летию ВГБИЛ[31].

## Комментарии
1. ↑  Ударение в этом случае — на последний слог[5][6][7].
2. ↑  В 1873 году А. Н. Неустроев выпустил 2-е издание этих ведомостей, см. его  электронное pdf-переиздание[18].
3. 1 2  В орфографии того времени.